# Weißes Haus (Moskau)

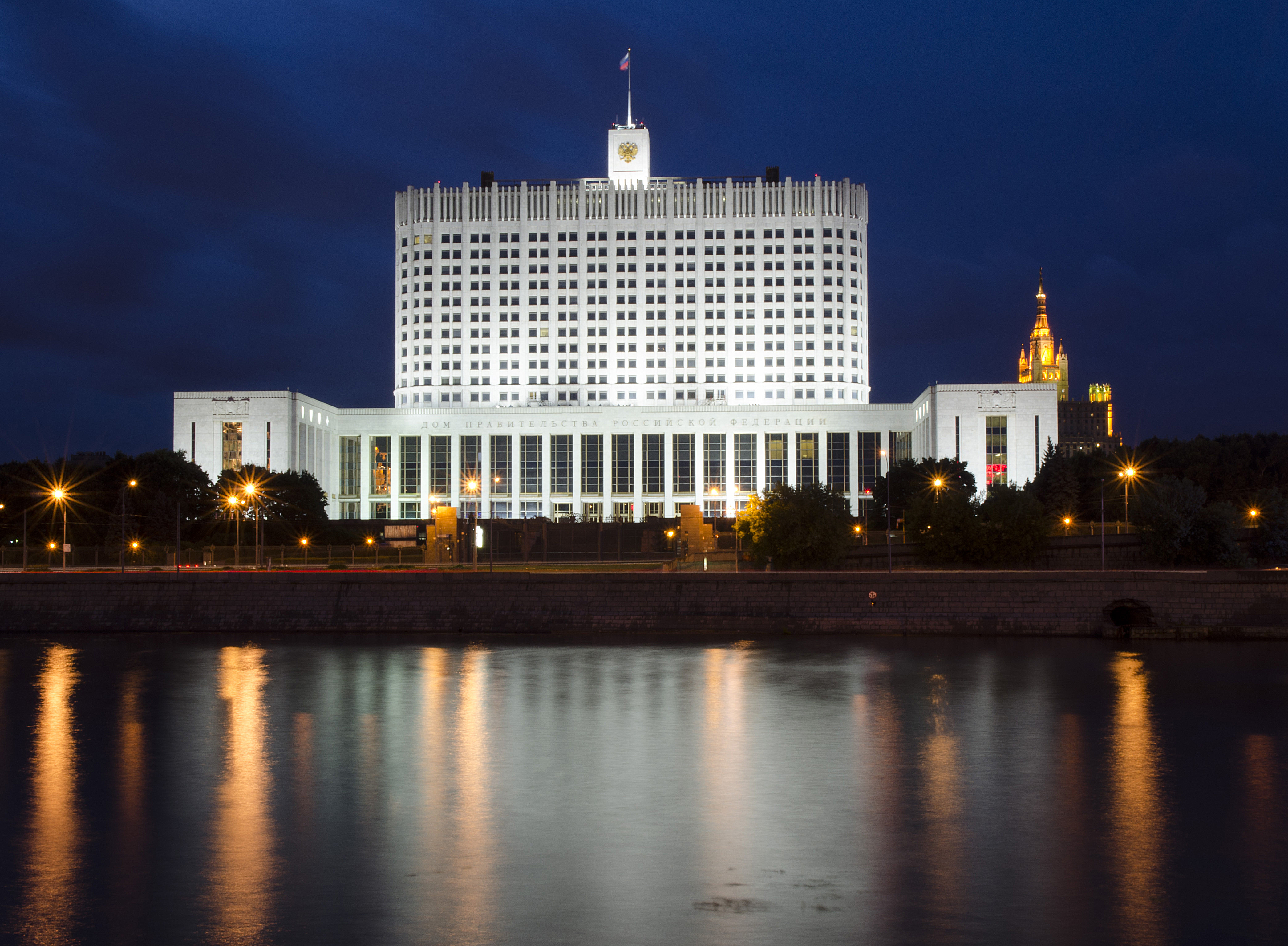
Das Weiße Haus

Das Weiße Haus (russisch Белый дом, Bely dom) in Moskau ist das Regierungsgebäude der Russischen Föderation. Von 1981 bis 1993 war es Sitz des Obersten Sowjets der Russischen Föderativen Sowjetrepublik, danach der Russischen Föderation. Seit 1994 beherbergt es das Kabinett. Das Gebäude wurde 1981 nach Plänen der Architekten Dmitri Tschetschulin und Pawel Schteller fertiggestellt.
Während des Augustputsches von 1991 versuchte ein aus konservativen Kommunisten bestehendes Staatskomitee für den Ausnahmezustand die Macht des damaligen sowjetischen Präsidenten Michail Gorbatschow zu übernehmen. Eine versuchte Stürmung des Weißen Hauses durch die Putschisten scheiterte jedoch auch wegen des energischen Widerstandes der Moskauer Bevölkerung.

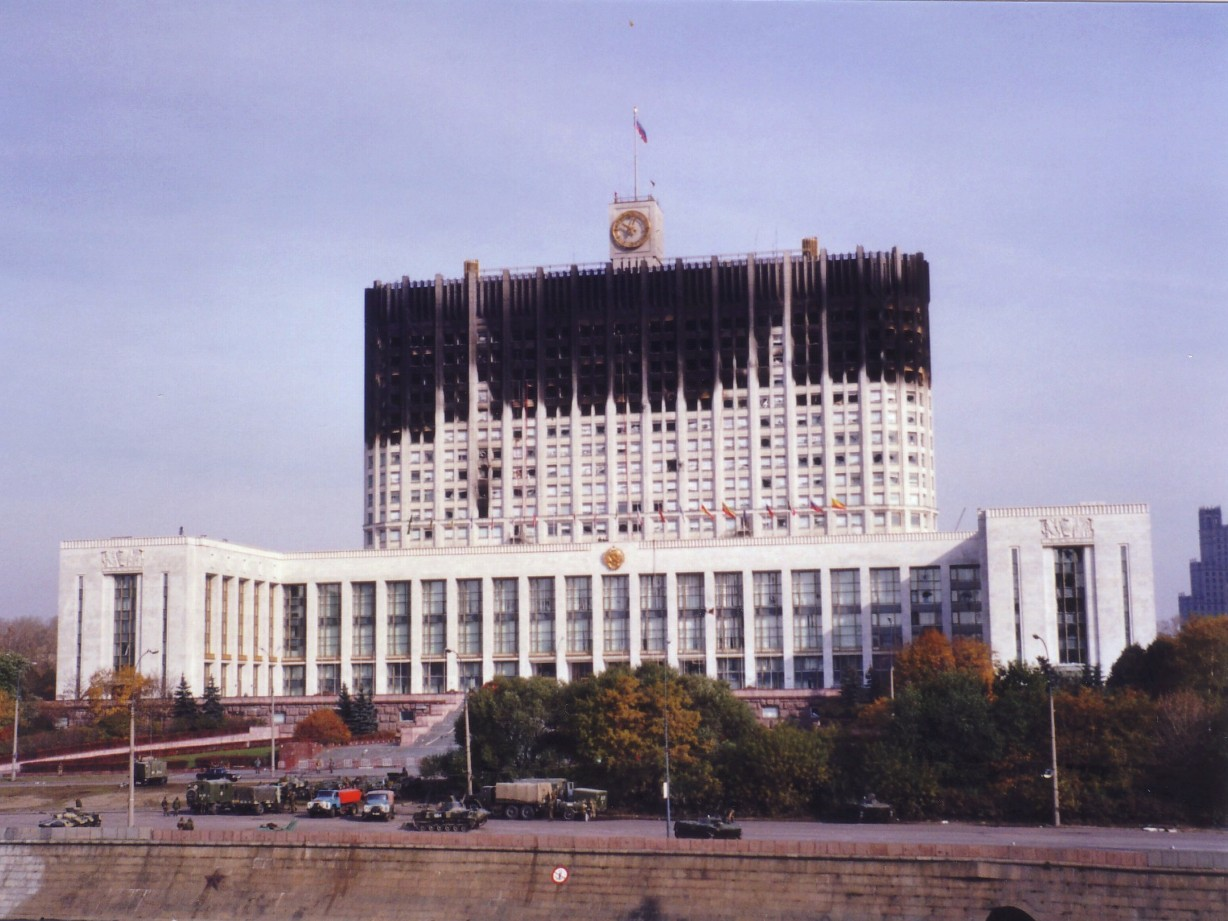
Beschädigungen des Weißen Hauses nach dem Beschuss im Oktober 1993

Bis zur Verfassungskrise vom September/Oktober 1993 war das Weiße Haus Sitz des Obersten Sowjets und des Volksdeputierten-Kongresses. Ursache der Krise war die gesetzeswidrige Auflösung des Parlaments durch Präsident Boris Jelzin. Diese Auseinandersetzung zwischen Exekutive und Legislative weitete sich innerhalb weniger Tage zu einem bewaffneten Konflikt aus, bei dem Panzer der Jelzin-treuen Streitkräfte mehrere Schüsse auf das Gebäude abgaben, durch die es schwer beschädigt wurde.
Nach Beendigung der Auseinandersetzung wurde 1994 ein neues Parlament gewählt, das seitdem wieder den alten zaristischen Namen Staatsduma trägt und in einem anderen Gebäude (in der Nähe des Kremls, zwischen dem Manege-Platz und dem Bolschoi-Theater) residiert. Heute ist die russische Regierung im Gebäude ansässig.